# Rhizine

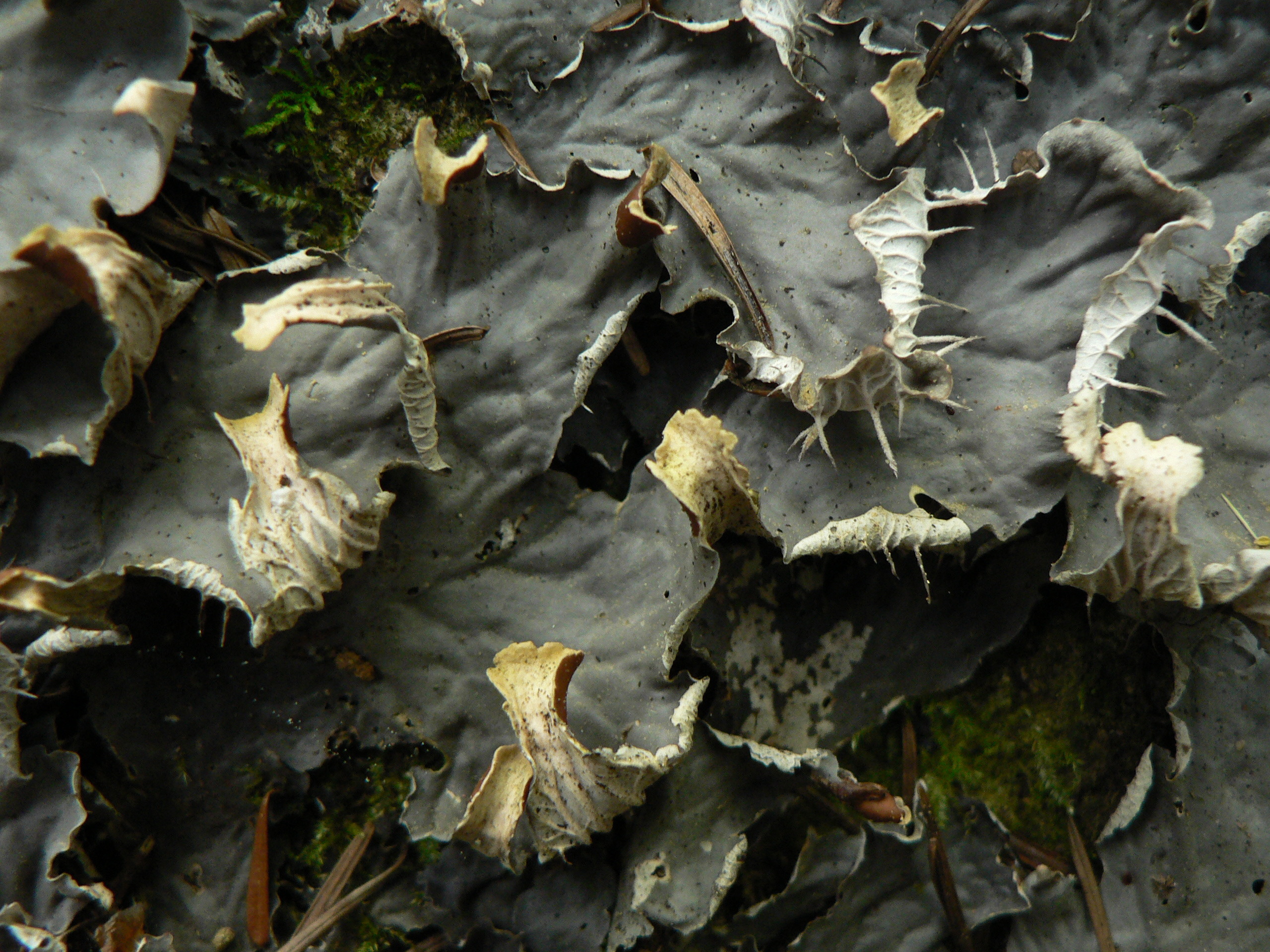
Peltigera neopolydactyla mit weißlichen Rhizinen

Rhizine (Plural: Rhizinen) ist ein Begriff aus der Flechtenkunde (Lichenologie).
Man versteht darunter an der Unterseite des Lagers vieler Blatt- oder Strauchflechtenarten entspringende Organe, die meist fädig sind und einfach bis büschelartig verzweigt sein können. Rhizinen sind aus Hyphensträngen aufgebaut und dienen in der Regel als Haftfasern der Festheftung an einer Unterlage (z. B. Borke). Rhizinen können der unteren Rinde, der Markschicht des Flechtenlagers oder beiden Schichten entspringen.